# الستو (بيدفوردشير)
الستو (بالإنجليزية: Elstow)‏ هي قرية وأبرشية مدنية تقع في المملكة المتحدة في إنجلترا.

## أعلام
- جون بنيان